# Museo Aeronáutico Coronel (Aviador) Jaime Meregalli
El Museo Aeronáutico Coronel (Aviador) Jaime Meregalli es un museo uruguayo dedicado a la historia de la aviación y la exploración espacial, administrado por el Comando Aéreo Logístico de la Fuerza Aérea Uruguaya, como parte de la Brigada Aérea I lindera al Aeropuerto Internacional de Carrasco en Ciudad de la Costa, Departamento de Canelones.

## Historia
La existencia de un museo aeronáutico se remonta al año 1941, cuando el Coronel Jaime Maregalli creó una sala de exhibición en el entonces a Aeródromo Militar Cap. Juan Manuel Boiso Lanza de Montevideo, donde se expusieron, en una vitrina, objetos personales de los pioneros de la aviación nacional. En 1949, al regresar de cumplir misiones en los Estados Unidos de América, Meregalli se encontró con la necesidad de contar con un espacio mayor para la exhibición del acervo histórico. Por ello, el 27 de noviembre de 1952, mediante Resolución del Poder Ejecutivo, se dispone la creación de una comisión especial de estudio para la creación de un museo de aviación. Esta comisión había sido promovida por la Dirección General de la Aeronáutica Militar del Ejército Nacional de Uruguay. El 4 de diciembre de 1953, cuando la aviación militar se independizó del Ejército Nacional y nació la Fuerza Aérea Militar, el General Medardo R. Farías, entusiasta de la iniciativa de un museo, realizó un significativo aporte al autorizar que se estableciera aquella muestra en el hall del edificio anexado a la sede, situada entonces en la Avenida Uruguay esquina Yi, en Montevideo.
El 18 de agosto de 1954, finalmente es creado el anhelado Museo de Aviación, y mediante la Resolución del Poder Ejecutivo N.º 14.272, publicada en el Boletín del Ministerio de Defensa Nacional N.º  3.696, Jaime Maregalli es designado como primer director del Museo Nacional de Aviación. El 23 de octubre de 1956, coincidiendo con el inicio de la era de los aviones a reacción en Uruguay, con la llegada de cuatro entrenadores Lockheed T-33A para la Fuerza Aérea, el museo se trasladó desde su sede sobre Uruguay y Yi a la actual Base Aérea General Cesáreo Berisso, en donde habían aterrizado y sido entregados los aviones T-33. El 12 de agosto de 1957, parte del acervo se trasladó hacia el Palacio Municipal de Montevideo, para participar de la II Exposición Aeronáutica, desarrollada en la explanada del mismo. En noviembre de ese mismo año, también se trasladan algunos elementos parciales de la muestra hacia la exposición de aviación realizada en el Aeroparque Jorge Newbery de Buenos Aires, Argentina, dentro del marco de los festejos de la XII Semana Aeronáutica Argentina. Para ese mismo año, 1957, el museo volvía a enfrentarse a la escasez de espacio para poder albergar y exponer su acervo, que iba creciendo a pasos agigantados. Es por eso que el Consejo Departamental de Montevideo le otorga la cesión de cinco pabellones de la entonces Exposición Nacional de la Producción, sobre las Avenidas Centenario y José Pedro Varela, donde se establecería el museo. La reapertura del mismo fue el 24 de febrero de 1959. El mismo día, por Decreto del Poder Ejecutivo N.º 24.213, el Consejo Nacional de Gobierno dispuso el cambio de nombre del Museo Nacional de Aviación por el de Museo Aeronáutico, formalizándose también su dependencia a la Fuerza Aérea Uruguaya.
En 1962 comenzó a construirse una nueva sede, sobre la Avenida Centenario y la calle José Arrieta, que tuvo un costo de 250 000 pesos uruguayos. Los trabajos de construcción se le otorgaron a la Compañía C.I.R. Sociedad Anónima, e incluyó un pabellón de hierro y aluminio de 20 x 60 metros. El museo reabrió sus puertas el 22 de septiembre de 1963, pero en 1965 debió cerrar nuevamente sus puertas, ya que en dicho predio, el Banco Hipotecario tenía proyectada la construcción de viviendas económicas. Ese mismo año, técnicos del Banco Hipotecario desarmaron el pabellón y lo rearmaron en el parque lindero al Cilindro Municipal, en la esquina de la Avenida Centenario y José Serrato. Este lugar se convirtió finalmente en la sede definitiva del museo, hasta el año 2014. En esta sede, el 4 de diciembre de 1997, tuvo lugar un incendio que arrasó con más de una decena de aeronaves irremplazables. El calor desprendido por los focos de luz empleados por camarógrafos de un canal de televisión que se encontraban filmando dentro de una aeronave, fue el desencadenante del suceso. Entre las aeronaves que se perdieron se encontraba un de Havilland DH.90 Dragonfly, bautizado “Churrinche” y que había sido el primer avión de la aerolínea PLUNA, o un Potez 25, que era el único en el mundo que conservaba su estado original.
El 17 de marzo de 1993, con apoyo del Comité de Aviación Nacional, el Museo Aeronáutico pasó a denominarse, por la Ley N. º 16.344, Museo Aeronáutico Coronel (Aviador) Jaime Maregalli, en homenaje a su primer director.

## Actualidad
Tras el derrumbe y la posterior demolición del Cilindro Municipal, el predio en el que se ubicaba el museo fue adquirido para la construcción de un nuevo estadio multipropósito, que resultó ser el Antel Arena. A raíz de ello, el museo aeronáutico, luego de cincuenta años interrumpidos de apertura al público, tuvo que una vez más volver a cerrar sus puertas, y buscar una nueva sede. 
La nueva sede de la institución se construyó como parte de la Brigada Aérea I de la Fuerza Aérea Uruguaya, lindera a la nueva terminal del Aeropuerto Internacional de Carrasco inaugurada en 2009, e incluyó un hangar y dos salas temáticas externas, dedicadas a la aviación militar y comercial del Uruguay. La primera parte del hangar nuevo fue inaugurada el 4 de diciembre de 2013. Posteriormente, el 17 de marzo de 2015, con motivo de un nuevo aniversario de la aviación militar, se inauguró la segunda etapa del hangar, que además posee una sección de la empresa estatal de comunicaciones Administración Nacional de Telecomunicaciones (ANTEL), con una muestra de equipos telefónicos antiguos. Ese día, el museo cambió su denominación a Museo Aeroespacial y de las Comunicaciones, pero esta denominación fue luego abandonada.
El 28 de septiembre de 2021, se realizó la ceremonia de inauguración de la sala espacial que lleva el nombre “De la Tierra a Las Estrellas”, dedicada a la temática espacial, y que mediante la exhibición de paneles informativos, piezas históricas y maquetas de aeronaves experimentales o naves espaciales, introdujo al museo la historia de la exploración espacial. Entre estas piezas se encuentran pequeñas rocas lunares, que junto a una bandera de Uruguay, fueron transportadas hacia la Luna en la misión Apolo 11, en julio de 1969.

## Salas del museo
Aeronáutica Civil
Se presentan los primeros vuelos en globo en el país en el siglo XIX y principios del siglo XX, proyectos, piezas y documentos de los primeros experimentos teóricos, piezas y elementos de las primeras aeronaves del pionero constructor Uruguayo F. E. Bonilla junto a otros pioneros civiles uruguayos A. Adami, R. Detomasi y M. García Cames. Se destaca la exhibición de la carlinga del avión Farman que perteneciera al Centro Nacional de Aviación. Se exponen objetos de las principales compañías aéreas nacionales, con un espacio dedicado a las Primeras Líneas Uruguayas de Navegación Aérea (PLUNA) y vitrinas referentes a la Compañía Aeronáutica Uruguaya S. A. (CAUSA) y Aerolíneas Colonia S. A. (ARCO). También hay un espacio dedicado a las primeras aviadoras uruguayas como Aris Emma Walder, Irma Camacho o Mirta Vanni, o figuras extranjeras que con sus hazañas dejaron admiración y enseñanzas en Uruguay. Entre ellos se encuentran Armand Prevost, Bartolomeo Cattaneo, Jorge Newbery o Ramón Franco, entre otros. 
Aeronáutica Militar y Naval
Se inicia con una sala dedicada a los inicios del vuelo militar en Uruguay. Hay una sala dedicada a la Escuela Militar de Aeronáutica de 1916. Entre los militares nacionales, se homenajea a los precursores Juan Manuel Boiso Lanza, Cesáreo L. Berisso, Esteban Cristi, Adhemar Saenz Lacueva, Óscar Gestido, Tydeo Larre Borges, Glauco Larre Borges, o Atilio Frigerio, entre otros. Se recuerda la histórica misión antártica Antarkos I con un avión Fairchild Hiller FH-227D del Grupo de Aviación N.º 4 (Transporte) de la Fuerza Aérea Uruguaya, que en 1984 se convirtió en la primera aeronave uruguaya que aterrizó allí. 
Se presentan las misiones realizadas al servicio de las Naciones Unidas, uniformes militares y elementos usados por las tripulaciones aéreas desde el comienzo de la aviación militar en Uruguay hasta la actualidad, junto a una colección de maquetas y dioramas de distintas épocas de la aviación nacional y mundial. 
De la Tierra a Las Estrellas
Incluye maquetas a escala y paneles informativos de los primeros esfuerzos y primeras misiones sobre el vuelo más allá de la atmósfera terrestre. 
Hangar

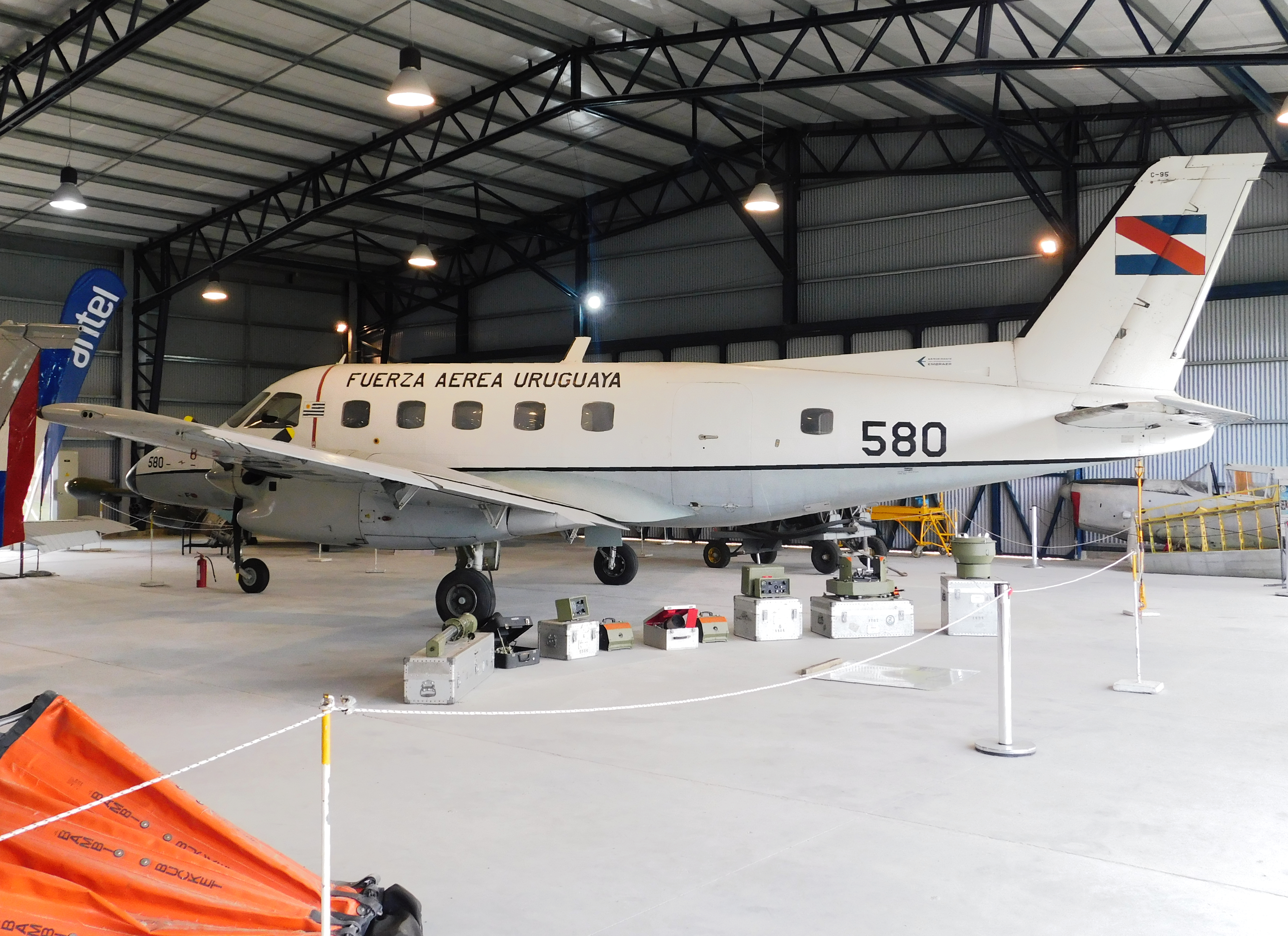
La primera aeronave de origen brasileño en haber sido exportada, un Embraer C-95 Bandeirante que fue matriculado en la Fuerza Aérea Uruguaya como FAU 580, en exposición dentro del principal hangar del museo.

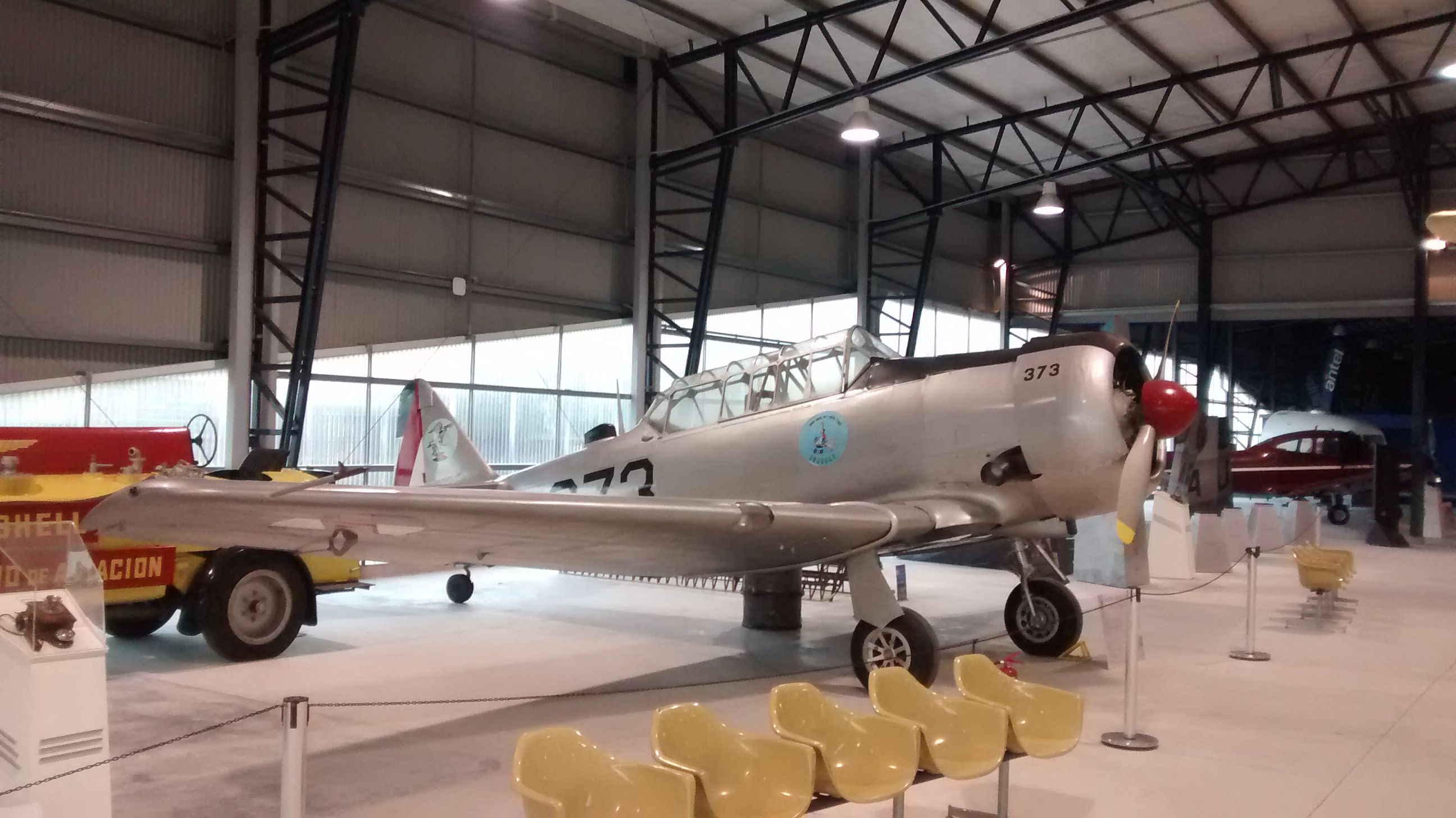
North American T-6G Texan, matrícula FAU 373, dentro del hangar del museo.

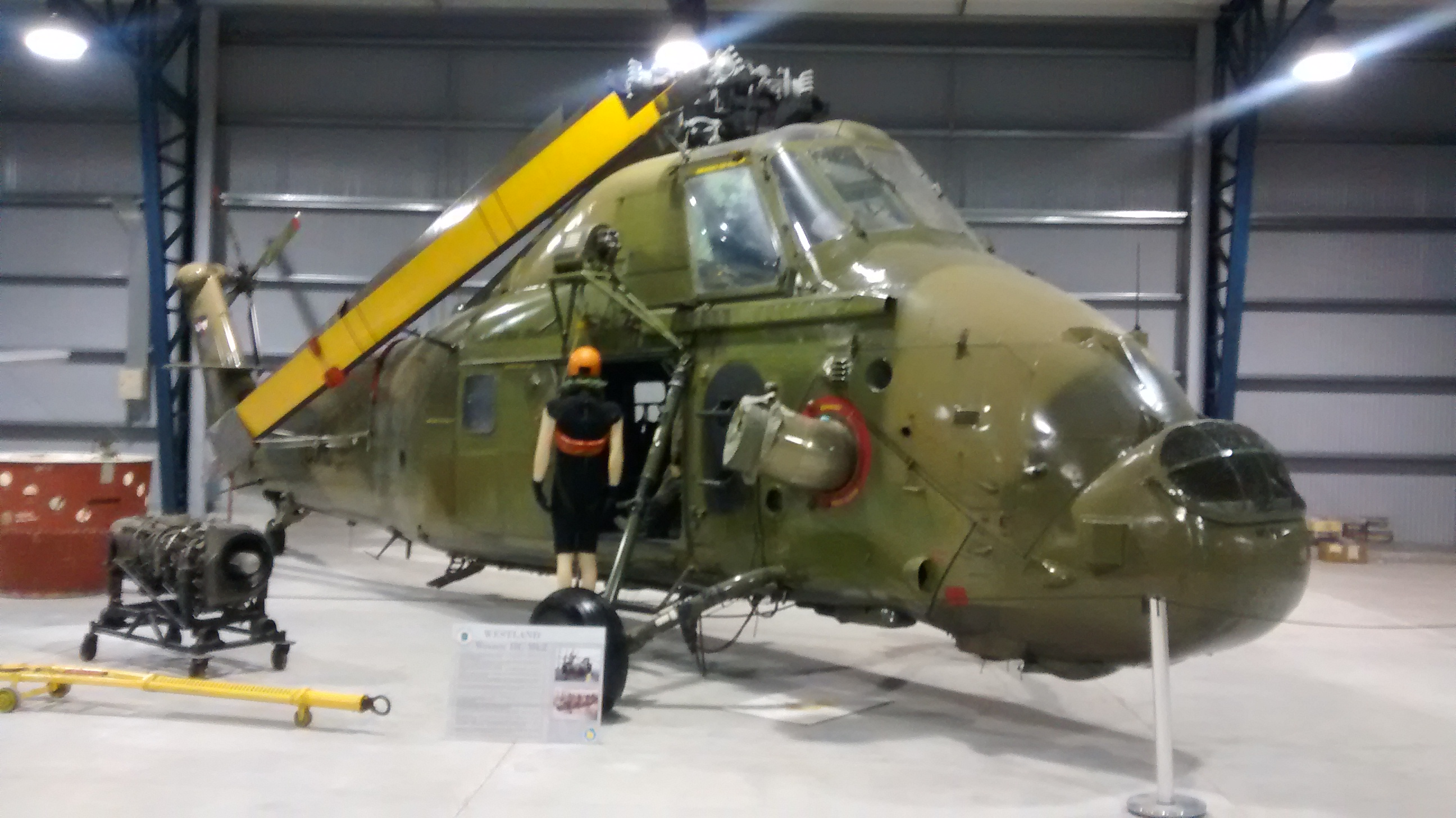
Westland Wessex con las palas del rotor principal retraídas, dentro del hangar principal

Incluye paneles informativos y piezas históricas de la historia del vuelo de la humanidad. Se continúa con la exhibición de aeronaves civiles, militares y navales desde una réplica del primer avión que voló en Uruguay, un Blériot XI de madera y tela de 1910, un Castaibert VI de 1915, único en su tipo en el mundo, llegando hasta un caza a reacción Lockheed F-80C Shooting Star o aviones de ataque al suelo Cessna A-37B Dragonfly o FMA IA-58 Pucará. Ello también se complementa con una colección de helicópteros, y de equipos especiales utilizados por las aeronaves en una gran variedad de misiones. 
Se exhiben motores rotativos y lineales a pistón, turbohélices y reacción como así también una variedad de hélices de madera y metálicas. Así como accesorios empleados en diferentes aeronaves, instrumentos y equipos terrestres de apoyo al vuelo. Allí se expone la primera pantalla de radar en servicio en nuestro país, de 1986. Se exponen instrumentos meteorológicos, miras de bombarderos, destacándose la famosa mira Norden, o una ametralladora dorsal del tipo torreta de un bombardero North American B-25J Mitchell, que ocasionalmente se encuentra operativa. 
Se aprecian una serie de simuladores de vuelo que se emplean para entrenar a las tripulaciones aéreas en el país, y se recuerda el famoso accidente del Vuelo 571 de la Fuerza Aérea Uruguaya, accidentado en la cordillera de los Andes en 1972.  
Aeronaves al aire libre
Dentro del predio del Museo se exhibe un Douglas DC-3 que perteneció a PLUNA, matriculado como CX-BDB, un Lockheed T-33A perteneciente al Grupo de Aviación N.° 2 (Caza) de la Fuerza Aérea Uruguaya, matriculado como FAU 205, un Aero Commander 680 perteneciente al Grupo Fotográfico de la Fuerza Aérea Uruguaya, matriculado como FAU 501, y un Vickers Viscount 827 que también perteneció a PLUNA, con la matrícula CX-BJA. El interior de esta aeronave ha sido restaurado, para el ingreso del público.

## Aeronaves en exposición
- Lockheed T-33A
- Lockheed F-80C Shooting Star
- Cessna A-37B Dragonfly
- North American F-51D Mustang (Maqueta)[3]
- Grumman S-2G Tracker
- Beechcraft AT-11 Kansan
- North American B-25J Mitchell
- Ryan Navion 185
- Douglas DC-3
- Douglas C-47A Skytrain (Cabina)
- FMA IA-58A Pucará
- Cessna T-41D Mescalero
- Cessna U-17A Skywagon
- Bell UH-1B Iroquois
- Bell UH-1H Iroquois
- Westland Wessex
- Hiller UH-12E-4 Raven
- Messerschmitt-Bölkow-Blohm BO-105 P1
- North American T-6G Texan
- Curtiss SNC-1 Falcon
- Beechcraft T-34B Mentor
- Embraer C-95 Bandeirante
- LET L-13 Blaník
- de Havilland DH.82 Tiger Moth
- Farman (Réplica)
- Blériot XI (Réplica)
- Castaibert Modelo VI[4]
- Piper AE-1
- de Havilland DHC-1 Chipmunk
- Fairchild PT-19
- Stinson 108

Un Westland Wessex estuvo en exhibición hasta inicios de 2012, cuando fue trasladado a una plaza en la ciudad de Cardona, donde fue puesto en exhibición a partir de noviembre de 2012. Desde septiembre de 2010, un Castaibert y un planeador Schulgleiter SG-38 se encuentran en préstamo al denominado Museo Berisso, en el segundo piso del Aeropuerto Internacional de Carrasco.

## Aeronaves en restauración
Vickers Viscount (CX-BJA). Restaurado por Memorias de PLUNA, a la espera de una restauración en su exterior que lo devuelva a su esquema original.
Lockheed C-60 Lodestar (N69415). Avión incautado en un contrabando de cigarrillos en Florida, a la espera de los comienzos de sus trabajos de restauración.